# Juan Antonio Pérez Simón
Juan Antonio Pérez Simón (ur. 1941) – hiszpański przedsiębiorca w branży telekomunikacyjnej i kolekcjoner sztuki, wieloletni rezydent Meksyku.
Zgromadził kolekcję ponad 3000 obrazów, do której należą dzieła takich artystów jak: Salvador Dalí, Francisco Goya, El Greco, Peter Paul Rubens, Vincent van Gogh i Claude Monet.